# Charlotte Koefoed
Inger Charlotte „Lotte” Koefoed, po mężu Pedersen (ur. 17 września 1957 w Bagsværd) – duńska wioślarka, brązowa medalistka olimpijska.

## Kariera
Wystąpiła na igrzyskach olimpijskich w Los Angeles w 1984, gdzie osada Dani w składzie: Hanne Eriksen, Birgitte Hanel, Lotte Koefoed, Bodil Steen Rasmussen i Jette Hejli Sørensen zdobyła brązowy medal, plasując się o 1,91 sekundy za osadą Rumunii i o 0,45 sekundy za osadą USA. Był to jej jedyny start olimpijski.
Jej mąż, Bjarne Pedersen, także był wioślarzem.